# Temple (banda de rock cristiano)
Temple es una banda estadounidense de rock cristiano presente en diversos conciertos y festivales de todo Estados Unidos de América. 
A lo largo de su trayectoria han colaborado con reconocidos artistas, como Newtons, Steven Curtis Chapman, Bebo Norman, Tree63 o Seventh Day Slumber, lo que ha enriquecido su propuesta musical y ha ampliado su impacto. Han sido anfitriones de otros artistas, llegando a realizar giras con Chonda Pierce, Billy Knott, Michelle Boseck y James Young Snohomish.

## Miembros
- Billy Knott (Voz / Guitarra)
- Michelle Boseck (Voz)
- Zhaun Dagley (Bajo eléctrico)
- James Young (Guitarra rítmica)
- Kevin Hales (Batería)
- Rick Medved (Teclados)

## Discografía
- Show Me Jesús (2008)